# Nitroforbindelse
En nitroforbindelse er en organisk forbindelse, der indeholder en eller flere funktionelle nitrogruppe  (–NO2). De er ofte meget eksplosive særligt når stoffet indeholder mere end en nitrogruppe og er uren. Nitrogruppen er en af de mest almindelige eksplosophore (funktionelle grupper der gør en forbindelse eksplosiv) på verdensplan. Denne egenskab for både nitro- og nitratgrupper skyldes deres termiske dekomposition, der giver nitrogen N2gas og betragtelige mængder energi, grundet den høje bindingsenergi i molekylært nitrogen.
Aromatiske nitroforbindelser bliver typisk syntetiseret ved en blanding af salpeter- og svovlsyre på et organisk molekyle. Nitrobenzen er det stof, der bliver produceret i langt de største mængder på verdensplan. Mange eksplosiver bliver produceret ved nitrering inklusive trinitrophenol (picrinsyre), trinitrotoluen (TNT) og trinitroresorcinol (styphninsyreT).